# Zygomyia modesta
Zygomyia modesta är en tvåvingeart som beskrevs av Lane 1948. Zygomyia modesta ingår i släktet Zygomyia och familjen svampmyggor. Inga underarter finns listade i Catalogue of Life.